# Тундао-Дунский автономный уезд
Тундао-Дунский автономный уезд (кит. упр. 通道侗族自治县, пиньинь Tōngdào Dòngzú zìzhìxiàn) — автономный уезд городского округа Хуайхуа провинции Хунань (КНР).

## История
Во времена империи Сун в 1102 году был создан уезд Ломэн (罗蒙县). В 1103 году он был переименован в Тундао (通道县).
После образования КНР в 1949 году был создан Специальный район Хуэйтун (会同专区), и уезд вошёл в его состав. 2 сентября 1952 года Специальный район Хуэйтун был расформирован, и уезд вошёл в состав нового Специального района Чжицзян (芷江专区), который уже 13 ноября был переименован в Специальный район Цяньян (黔阳专区).
7 мая 1954 года уезд Тундао был преобразован в Тундао-Дунский автономный уезд.
В 1959 году к Тундао-Дунскому автономному уезду был присоединён уезд Цзинсянь, но уже в 1961 году он был выделен вновь.
В 1970 году Специальный район Цяньян был переименован в Округ Цяньян (黔阳地区).
Постановлением Госсовета КНР от 30 июня 1981 года Округ Цяньян был переименован в Округ Хуайхуа (怀化地区).
Постановлением Госсовета КНР от 29 ноября 1997 года округ Хуайхуа был преобразован в городской округ.

## Административное деление
Автономный уезд делится на 8 посёлков, 2 волости и 1 национальную волость.